# Grote Prijs Jef Scherens 2022
Il Grote Prijs Jef Scherens 2022, cinquantacinquesima edizione della corsa e valida come prova dell'UCI Europe Tour 2022 categoria 1.1, si svolse il 7 agosto 2022 su un percorso di 199,3 km con partenza e arrivo da Lovanio, in Belgio. La vittoria andò al belga Victor Campenaerts, il quale completò il percorso in 4h38'46", alla media di 42,896 km/h, precedendo il ceco Zdeněk Štybar e il norvegese Alexander Kristoff.
Sul traguardo di Lovanio 64 ciclisti, dei 142 partenti, portarono a termine la competizione.

## Squadre e corridori partecipanti
| N.      | Cod. | Squadra                     |
| ------- | ---- | --------------------------- |
| 1-7     | QST  | Quick-Step Alpha Vinyl Team |
| 11-16   | TEN  | TotalEnergies               |
| 21-27   | LTS  | Lotto Soudal                |
| 31-37   | IPT  | Israel-Premier Tech         |
| 41-47   | IWG  | Intermarché-Wanty-Gobert    |
| 51-57   | COF  | Cofidis                     |
| 61-67   | DSM  | Team DSM                    |
| 71-77   | ADC  | Alpecin-Deceuninck          |
| 81-87   | SVB  | Sport Vlaanderen-Baloise    |
| 91-97   | BWB  | Bingoal Pauwels Sauces WB   |
| 101-107 | ARK  | Team Arkéa-Samsic           |

| N.      | Cod. | Squadra                     |
| ------- | ---- | --------------------------- |
| 111-116 | BCY  | BEAT Cycling                |
| 121-127 | TIS  | Tarteletto-Isorex           |
| 131-137 | BEB  | Bolton Equities Black Spoke |
| 141-146 | LPC  | Leopard Pro Cycling         |
| 151-157 | MCT  | Minerva Cycling             |
| 161-167 | BBK  | B&B Hotels-KTM              |
| 171-177 | VWE  | VolkerWessels Cycling Team  |
| 181-187 | RDW  | WiV SunGod                  |
| 192-197 | PSB  | Pauwels Sauzen-Bingoal      |
| 201-207 | MET  | Metec-Solarwatt p/b Mantel  |

## Ordine d'arrivo (Top 10)
| Pos. | Corridore          | Squadra       | Tempo    |
| ---- | ------------------ | ------------- | -------- |
| 1    | V. Campenaerts     | Lotto         | 4h38'46" |
| 2    | Zdeněk Štybar      | Quick-Step    | s.t.     |
| 3    | Alexander Kristoff | Intermarché   | a 20"    |
| 4    | Jasper De Buyst    | Lotto         | s.t.     |
| 5    | Jenthe Biermans    | Israel        | s.t.     |
| 6    | Dries Van Gestel   | TotalEnergies | s.t.     |
| 7    | Jacob Scott        | WiV           | s.t.     |
| 8    | Kristian Sbaragli  | Alpecin       | s.t.     |
| 9    | Stan Van Tricht    | Quick-Step    | s.t.     |
| 10   | Simone Consonni    | Cofidis       | s.t.     |